# استیو بری (بازیکن فوتبال)
استیو بری (انگلیسی: Steve Berry؛ زادهٔ ۴ آوریل ۱۹۶۳) بازیکن فوتبال اهل بریتانیا است.
از باشگاه‌هایی که در آن بازی کرده‌است می‌توان به باشگاه فوتبال گوسپورت بورو، باشگاه فوتبال پورتسموث، باشگاه فوتبال بدفورد تاون، باشگاه فوتبال دارمشتات ۹۸، باشگاه فوتبال سوئیندون تاون، باشگاه فوتبال نیوپورت کانتی، باشگاه فوتبال استیونج، باشگاه فوتبال کترینگ تاون، باشگاه فوتبال نورث‌همپتون تاون و باشگاه فوتبال ساندرلند اشاره کرد.